# Cabillus
Cabillus és un gènere de peixos de la família dels gòbids i de l'ordre dels perciformes.

## Taxonomia
- Cabillus atripelvicus (Randall, Sakamoto & Shibukawa, 2007)[2]
- Cabillus caudimacula (Greenfield & Randall, 2004)
- Cabillus lacertops (Smith, 1959)[3]
- Cabillus macrophthalmus (Weber, 1909)[4]
- Cabillus tongarevae (Fowler, 1927)[5][6][7][8][9][10][11]